# Гоманн (лунный кратер)
Кратер Гоманн (лат. Hohmann) — небольшой ударный кратер в центре Моря Восточного на обратной стороне Луны. Название присвоено в честь немецкого инженера Вальтера Гомана (1880—1945) и утверждено Международным астрономическим союзом в 1970 г.

## Описание кратера
Ближайшими соседями кратера являются кратер Ильин на западе, кратер Маундер на севере, кратер Копф на востоке. На юге от кратера находятся борозды Петтита, на востоке Озеро Весны. Селенографические координаты центра кратера 17°55′ ю. ш. 94°16′ з. д. / 17,92° ю. ш. 94,26° з. д., диаметр 16,8 км, глубина 2,6 км.
Кратер имеет циркулярную форму с острой четко очерченной кромкой вала, умеренно разрушен. Южная часть вала перекрыта двумя мелкими кратерами. Внутренний склон вала крутой, со следами террасовидной структуры в юго-восточной части. Средяая высота вала кратера над окружающей местностью 600 м. Дно чаши кратера неровное, за исключением плоского участка в юго-восточной части, в юго-западной части чаши находится мелкий кратер, центральный пик отсутствует.
Несмотря на расположение на обратной стороне Луны кратер может наблюдаться с Земли при благоприятной либрации.

## Сателлитные кратеры
| Гоманн | Координаты                                            | Диаметр, км |
| ------ | ----------------------------------------------------- | ----------- |
| Q      | 21°47′ ю. ш. 98°17′ з. д. / 21,78° ю. ш. 98,28° з. д. | 14,1        |

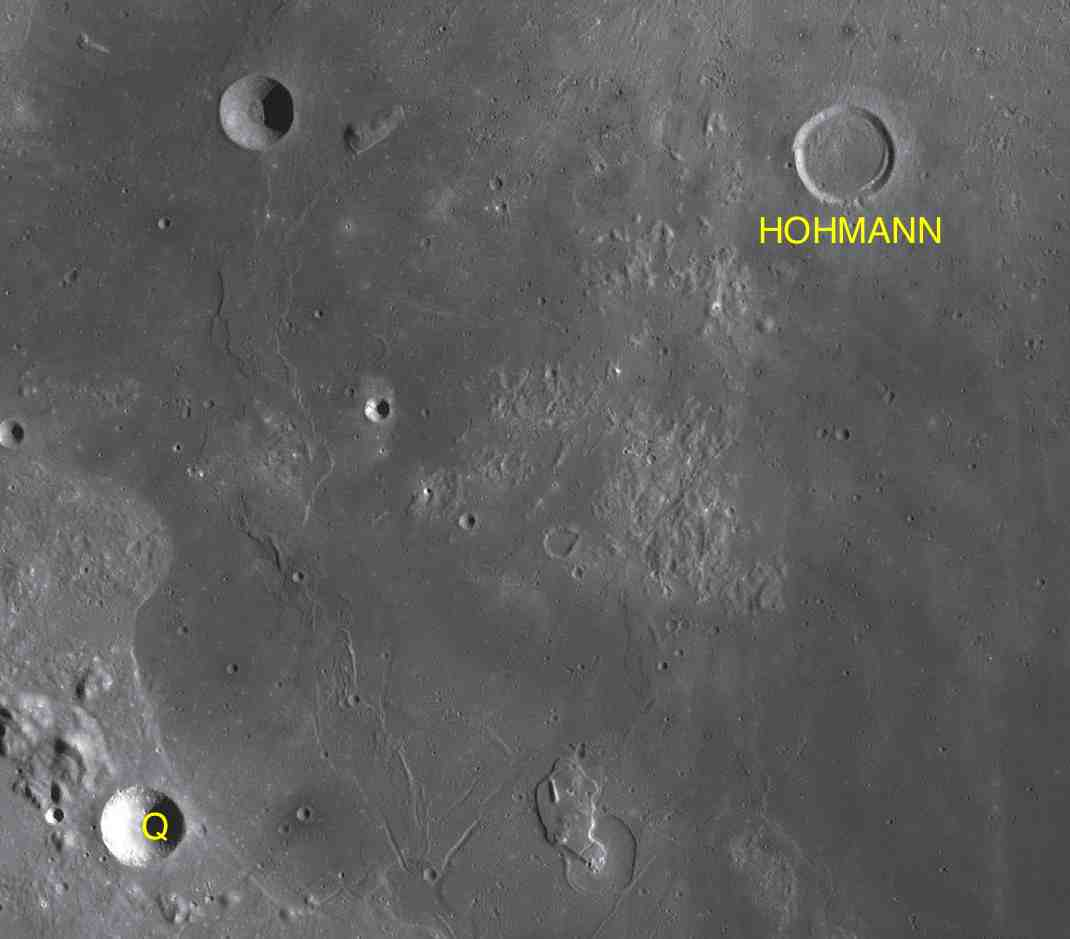
Фрагмент карты LAC-108.

- Сателлитный кратер Гоманн T в 1985 г. переименован Международным астрономическим союзом в кратер Ильин.